# Acacia gourmaensis
Acacia gourmaensis é uma espécie de leguminosa do gênero Acacia, pertencente à família Fabaceae.